# Eumorpha pandion
Eumorpha pandion är en fjärilsart som beskrevs av Stoll 1780. Eumorpha pandion ingår i släktet Eumorpha och familjen svärmare. Inga underarter finns listade i Catalogue of Life.